# Lijst van trainers van Lommel SK (1986)
Deze lijst omvat de voetbalcoaches die de Belgische club Lommel SK hebben getraind vanaf 1987 tot 2003. Nadien fusioneerden Lommel en KVV Overpelt-Fabriek tot KVSK United (dat nu eveneens Lommel SK heet).

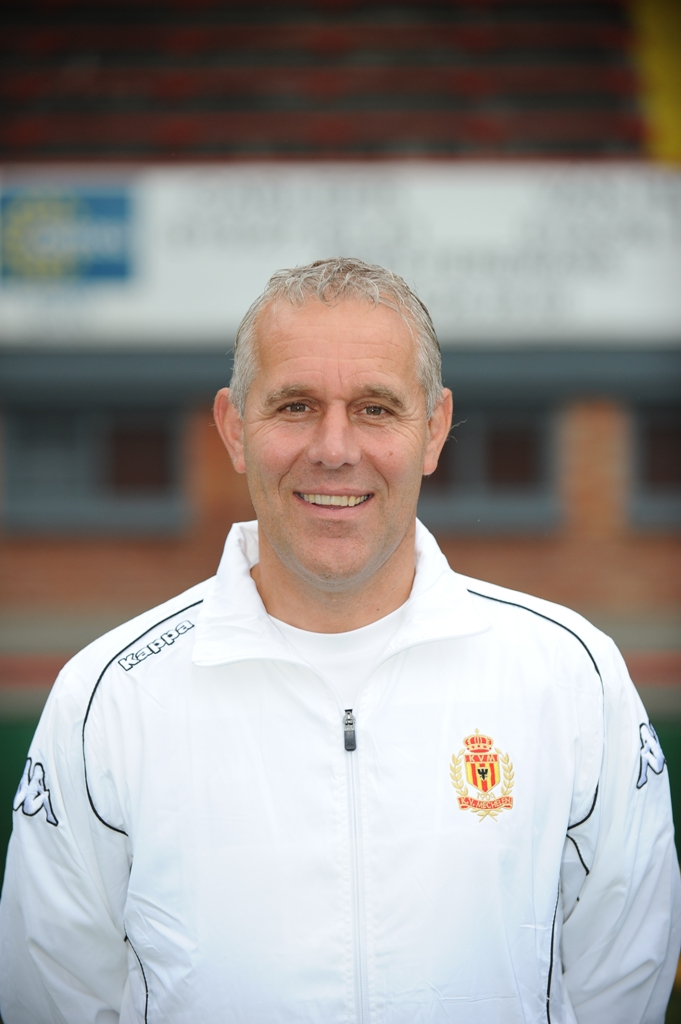
Oud-speler Harm van Veldhoven werd in 1999 hoofdcoach van Lommel. Onder zijn leiding promoveerde de club in 2001 terug naar Eerste klasse. Dat jaar bereikte de club ook verrassend de bekerfinale.

| Seizoen | Trainer(s)                               | Prijzen       |
| ------- | ---------------------------------------- | ------------- |
| 2002/03 | Jos Heyligen                             |               |
| 2002/03 | Harm van Veldhoven (tot 25 oktober 2002) |               |
| 2001/02 | Harm van Veldhoven                       |               |
| 2000/01 | Harm van Veldhoven                       | Tweede klasse |
| 1999/00 | Harm van Veldhoven                       |               |
| 1999/00 | Jos Daerden (tot december 1999)          |               |
| 1998/99 | Jos Daerden                              |               |
| 1998/99 | Lei Clijsters (tot 28 december 1998)     |               |
| 1997/98 | Walter Meeuws                            | Ligabeker     |
| 1996/97 | Walter Meeuws                            |               |
| 1995/96 | Jos Daerden                              |               |
| 1995/96 | Vic Hermans (tot 22 september 1995)      |               |
| 1994/95 | Vic Hermans                              |               |
| 1994/95 | Jos Heyligen (tot 26 november 1994)      |               |
| 1993/94 | Jos Heyligen                             |               |
| 1992/93 | Dany David                               |               |
| 1992/93 | Pierre Berx                              |               |
| 1991/92 | Pierre Berx                              | Tweede klasse |
| 1990/91 | Pierre Berx                              |               |
| 1989/90 | Pierre Berx                              |               |
| 1988/89 | Pierre Berx                              |               |
| 1988/89 | Johnny Velkeneers                        |               |
| 1987/88 | Johnny Velkeneers                        |               |
| 1987/88 | Jack Dreesen                             |               |